# Stazione meteorologica di Montecalvo Irpino
La stazione meteorologica di Montecalvo Irpino è la stazione meteorologica di riferimento relativa alla località di Montecalvo Irpino.

## Coordinate geografiche
La stazione meteo si trova nell'Italia meridionale, in Campania, in provincia di Avellino, nel comune di Montecalvo Irpino, a 623 metri s.l.m. e alle coordinate geografiche 41°12′N 15°02′E.

## Dati climatologici
In base alla media trentennale di riferimento 1961-1990, la temperatura media del mese più freddo, gennaio, si attesta a +5,3 °C; quella del mese più caldo, agosto, è di +23,2 °C .
| Montecalvo Irpino  | Mesi | Mesi | Mesi | Mesi | Mesi | Mesi | Mesi | Mesi | Mesi | Mesi | Mesi | Mesi | Stagioni | Stagioni | Stagioni | Stagioni | Anno |
| Montecalvo Irpino  | Gen  | Feb  | Mar  | Apr  | Mag  | Giu  | Lug  | Ago  | Set  | Ott  | Nov  | Dic  | Inv      | Pri      | Est      | Aut      | Anno |
| ------------------ | ---- | ---- | ---- | ---- | ---- | ---- | ---- | ---- | ---- | ---- | ---- | ---- | -------- | -------- | -------- | -------- | ---- |
| T. max. media (°C) | 8,6  | 9,5  | 11,8 | 16,1 | 20,3 | 24,6 | 28,4 | 28,8 | 24,6 | 18,5 | 13,2 | 10,2 | 9,4      | 16,1     | 27,3     | 18,8     | 17,9 |
| T. min. media (°C) | 2,0  | 1,9  | 3,5  | 7,1  | 10,6 | 14,0 | 17,0 | 17,7 | 15,4 | 10,7 | 6,7  | 3,8  | 2,6      | 7,1      | 16,2     | 10,9     | 9,2  |